# ابن سيار
الحافظ أبو الحسن أحمد بن سيار بن أيوب المروزي (198-268هـ) فقيه من متقدمي فقهاء الشافعية، وهو من أصحاب الوجوه في المذهب الشافعي، ويُعد في طبقة المزني.
كان إمام أهل الحديث في بلده، علماً وأدباً، وزهداً وورعاً، وكان يقاس بعبد الله بن المبارك.
روى عن سليمان بن حرب، وإسحاق بن راهويه، ويحيى بن بكير وإبراهيم بن محمد الشافعي، وأحمد بن أبي الطيب المروزي، وصفوان بن صالح الدمشقي، وعبد الله بن عثمان المروزي، وعبد الله بن عمرو المقعد، وعفان بن مسلم، وقتيبة بن سعيد، ومحمد بن أبي بكر المقدمي، وأبي جعفر محمد بن خالد الهاشمي، ومحمد بن كثير العيدي، ومحمد بن مكي المروزي، وموسى بن مروان الرقي، وهشام بن عمار الدمشقي، ويحيى بن إسحاق المروزي، ويحيى بن سليمان الجعفي، ويحيى بن عبد الله بن بكير المصري، ويحيى بن نصر بن حاجب المروزي.
وروى عنه البخاري، والنسائي، وابن خزيمة.
رحل إلى الشام، ومصر.

## مؤلفاته
صنف عدة كتب منها:
- أخبار مرو، أو تاريخ مرو.
- فتوح خراسان.